# Michel Brune
Michel Brune (* 1964) ist ein französischer Physiker, der sich experimentell mit Grundlagen der Quantenmechanik und Quantenoptik befasst (Hohlraum-Quantenelektrodynamik).
Michel Brune studierte 1983 bis 1987 an der École normale supérieure (Paris) (ENS) und promovierte 1988 bei Serge Haroche am Labor Kastler-Brossel (Realization of a two-photon micromaser). 1988/89 war er Assistenzprofessor an der ENS. Ab 1989 war er Chargé de recherche und ab 2003 Forschungsdirektor des CNRS am Labor Kastler-Brossel des ENS und der Universität Paris VI (Universität Pierre und Marie Curie, UPMC) und er ist seit 2013 im Leitungsrat des Labors. Er lehrt auch an der École polytechnique.
Brune ist ein enger Mitarbeiter und Kollege des Nobelpreisträgers Serge Haroche (mit diesem und Jean-Michel Raimond Ko-Direktor der CQED-Gruppe) und befasst sich wie dieser mit Hohlraum-QED (cavity QED, CQED). Er benutzte dazu supraleitende Mikrowellenresonatoren mit hohen Q-Werten und zirkuläre Rydberg-Atome (Circular Rydberg Atoms, das heißt solche mit maximalen Werten des Bahndrehimpulses und des Werts der magnetischen Quantenzahl längs einer Achse) als extrem sensitive Messapparate des Strahlungsfelds im Hohlraum. Unter anderem war er an Experimenten beteiligt, die zerstörungsfreies Photon-Zählen demonstrierten, Kollaps der Wellenfunktion, Quantensprünge von Licht und Präparation von Schrödinger-Katzen-Zuständen des Hohlraumfelds und Beobachtung von deren Dekohärenz. Er befasst sich mit Quantensimulation mit kalten zirkulären Rydberg-Atomen.
1998 erhielt er den Ampère Preis der französischen Akademie der Wissenschaften, 2001 den Fabry de Gramont Preis der französischen optischen Gesellschaft und 2017 den Prix des trois physiciens.

## Schriften (Auswahl)
- mit J. M. Raimond, P. Goy, L. Davidovich, S. Haroche: Realization of a two-photon maser oscillator, Phys. Rev. Lett., Band 59, 1987, S. 1899
- mit S. Haroche, J. M. Raimond, L. Davidovich, N. Zagury: Manipulation of photons in a cavity by dispersive atom-field coupling: Quantum-nondemolition measurements and generation of ‘‘Schrödinger cat’’states, Phys. Rev. A, Band 45, 1992, S. 5193
- mit E. Hagley, S. Haroche u. a.: Observing the progressive decoherence of the “meter” in a quantum measurement, Phys. Rev. Lett., Band 77, 1996, S. 4887
- mit F. Schmidt-Kaler, J. M. Raimond, S. Haroche u. a.: Quantum Rabi oscillation: A direct test of field quantization in a cavity, Phys. Rev. Lett., Band 76, 1996, S. 1800
- mit E. Hagley, F. M. Raimond, S. Haroche u. a.: Generation of Einstein-Podolsky-Rosen pairs of atoms, Phys. Rev. Lett., Band 79, 1997, S. 1
- mit Arno Rauschenbeutel, S. Haroche u. a.:Coherent operation of a tunable quantum phase gate in cavity QED, Phys. Rev. Lett., Band 83, 1999, S. 5166
- mit A. Rauschenbeutel, J. M. Raimond, S. Haroche u. a.: Step-by-step engineered multiparticle entanglement, Science, Band 288, 2000, S. 2024–2028
- mit J. M. Raimond, S. Haroche: Manipulating quantum entanglement with atoms and photons in a cavity, Rev. Mod. Phys., Band 73, 2001, S. 565
- mit S. Osnaghi, J. M. Raimond, S. Haroche u. a.:Coherent control of an atomic collision in a cavity, Phys. Rev. Lett., Band 87, 2001, S. 037902
- mit S. Gleyzes, S. Haroche u. a.: Quantum jumps of light recording the birth and death of a photon in a cavity, Nature, Band 446, 2007, S. 297–300